# Otar Xamatava
Otar Xamatava (en georgià ოთარ შამათავა, Tbilisi, RSS de Geòrgia, 6 d'agost de 1950) és un arquitecte, director, guionista, productor, artista, compositor, editor i actor georgià, que el 2001 fou reconegut Cavaller de l'Orde d'Honor de Geòrgia (2001).

## Biografia
Otar Shamatava va néixer el 6 d'agost de 1950 a Tbilisi. de 1967 a 1972 va estudiar a l'Acadèmia d'Art de Tbilisi, de 1980 a 1985 a la Facultat d'Arquitectura i al Teatre i Universitat de Cinema Shota Rustaveli de Geòrgia. El 1973-1981, va treballar com a arquitecte al "projecte Sakkalak", des del 1981 com a director de cinema per Kartuli Pilmi. El 1999–2000, va ser l'autor i director del primer canal de televisió georgiana. El 2001-2002 va ser director del Centre Nacional de Cinematografia. Des del 2002 ha treballat per la companyia de televisió "Imedi Media Holding". Des de 2004 és membre de l'Acadèmia Internacional de Televisió "Emmy". Després de gairebé vint anys sense dirigir el 2020 va dirigir la coproducció georgiana-ucraïnesa-búlgara-alemanya Ursus, que fou seleccionada com una de les possibles representants de Geòrgia a l'Oscar a la millor pel·lícula de parla no anglesa.

## Filmografia (com a director)
- 1979: Revanshi
- 1981: Supta dapa
- 1988: Vamekhi modis (dak’arguli sagandzuris sadzebnelad)
- 1989: Turandoti
- 1995: At’raktsioni
- 1996: Piest’a
- 2000: Dzvirpaso m.
- 2017: Marpatie
- 2020: Ursus[4]